# Kortezubi
Kortezubi (spanisch Cortézubi) ist eine Gemeinde (Municipio) in der spanischen Provinz Bizkaia der Autonomen Gemeinschaft Baskenland in der Comarca Busturialdea (Duranguesado). Kortezubi hat 444 Einwohner (Stand: 2024), die mehrheitlich baskischsprachig sind, und besteht aus den Ortschaften Barrutia, Basondo, Elorriaga-Santa Ana, Oma und Enderika. Bis 1987 war die Gemeinde Teil von Gernika. 

## Lage
Kortezubi liegt etwa 28 Kilometer ostnordöstlich von Bilbao in einer Höhe von ca. 15 m etwa acht Kilometer südlich der Atlantikküste.

## Einwohnerentwicklung
| 1991 | 2001 | 2011 | 2021 |
| ---- | ---- | ---- | ---- |
| 383  | 379  | 430  | 439  |

## Sehenswürdigkeiten
- zahlreiche Höhlen, insbesondere die zum UNESCO-Weltkulturerbe zählenden Höhle von Santimamiñe
- Jakobskirche

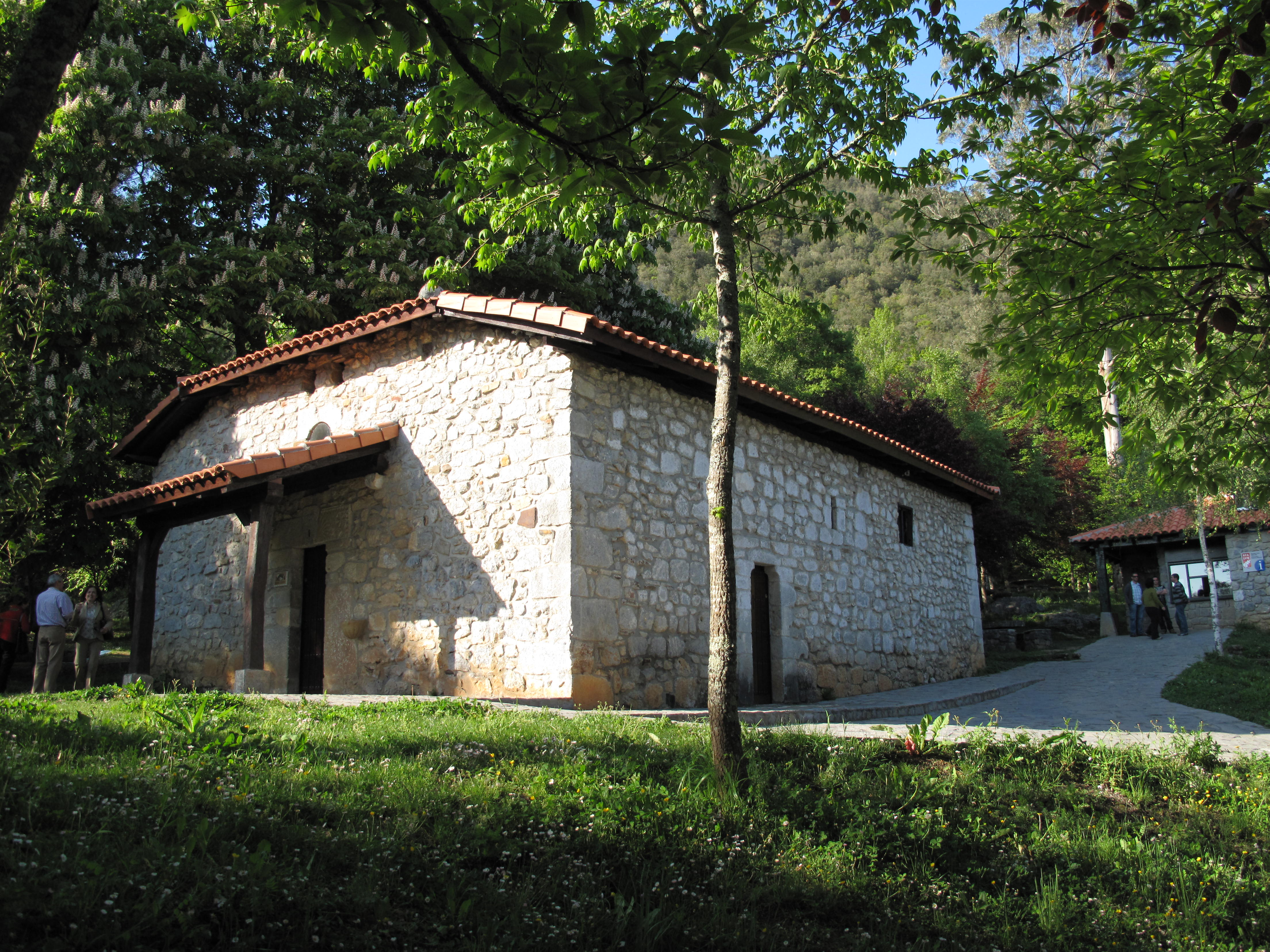
Mameskapelle
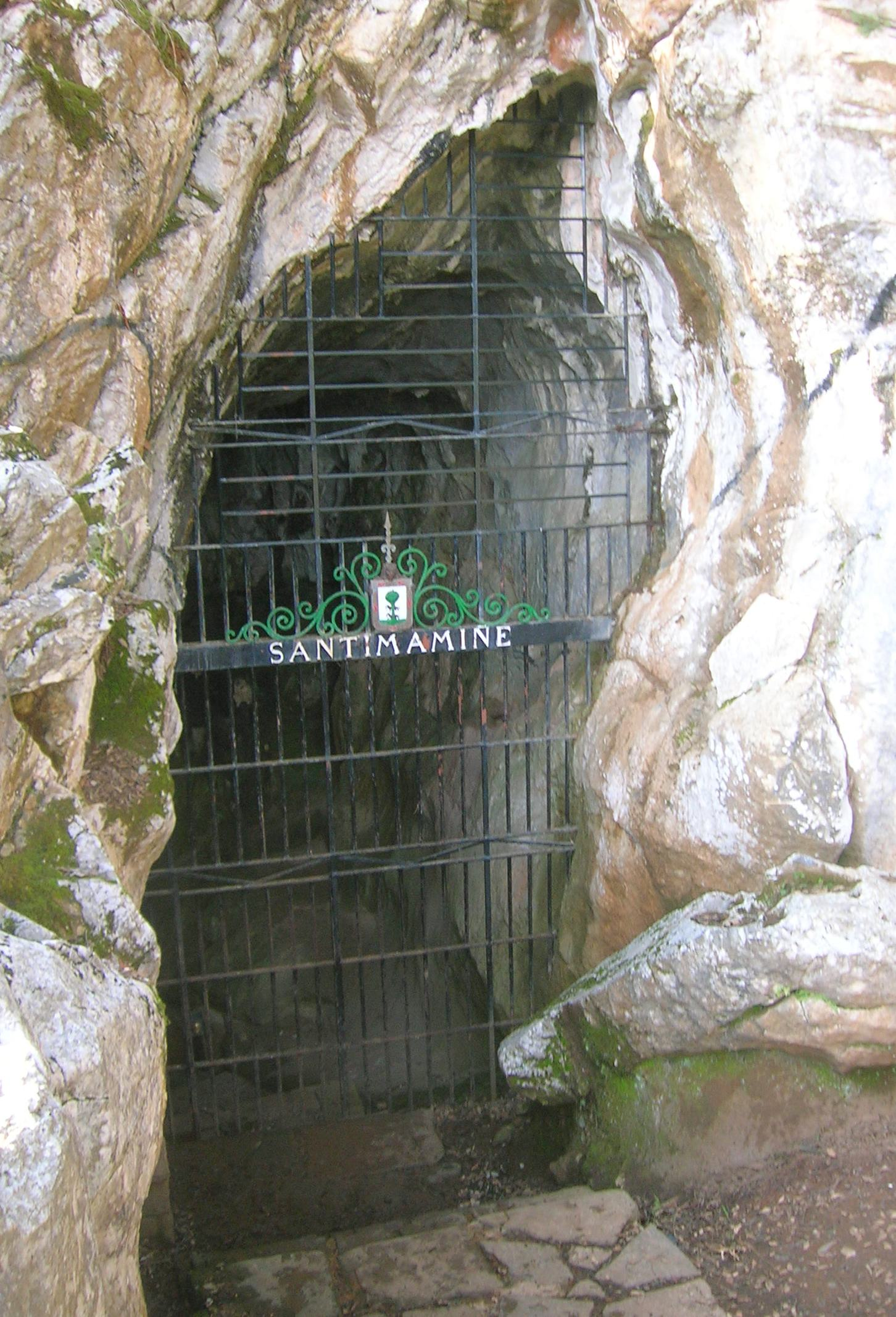
Höhle von Santimamiñe

- Mameskapelle
- Höhle von Santimamiñe

## Persönlichkeiten
- Federico Echave (* 1960), Radrennfahrer